# Хан Гуг Ён
Хан Гук Ён (кор. 한국영; общепринятая латинская транскрипция — Han Kookyoung; род. 19 апреля 1990, Сеул) — футболист Республики Корея. Выступает за японский клуб «Канвон». Финалист Кубка Азии 2015.

## Карьера
В профессиональном футболе дебютировал в 2010 году, выступая за команду «Сёнан Бельмаре», в которой провёл три сезона, приняв участие в 106 матчах чемпионата. Большую часть времени, проведённого в составе «Сёнан Бельмаре», был основным игроком команды.
К клубу «Касива Рейсол» присоединился в начале 2014 года.
В 2013 году дебютировал в официальных матчах в составе сборной Республики Корея. На данный момент провёл в форме главной команды страны 8 матчей. В 2014 году Хан Гугён был включен в заявку сборной на чемпионат мира в Бразилии.